# Digitales Ausräumen
Digitales Ausräumen (von lat. digitus „Finger“) ist das manuelle Entfernen von Kot aus dem Enddarm. Es ist erforderlich, wenn das Abführen durch chemische Abführmittel keinen Erfolg zeigt. Meist ist der Grund der Obstipation eine akute massive Verfestigung des Kotes zu sogenannten „Kotsteinen“. 
Bei dem Vorgang werden ein bis drei behandschuhte Finger in den Anus der betroffenen Person eingeführt. Im zweiten Schritt werden durch Krümmen der Finger die Kotsteine erfasst und dem Darmtrakt entzogen.